# Михайлин, Виталий Васильевич
Вита́лий Васи́льевич Миха́йлин (20 апреля 1935 года, Москва — 14 октября 2013 года, там же.) — российский физик, доктор физико-математических наук (1990), профессор (1993), лауреат Вавиловской премии (1967) и Ломоносовской премии МГУ (2000).

## Биография
Родился 20 апреля 1935 г. в Москве, отец Василий Тимофеевич — инженер-энергетик, мать Надежда Евдокимовна — стоматолог.
Окончил Московскую среднюю школу № 7 (1953, с серебряной медалью), один курс философского факультета МГУ (1953—1954) и физический факультет МГУ (1954—1960). Был оставлен в аспирантуре на кафедре оптики и спектроскопии (научный руководитель профессор В. Л. Лёвшин). В 1966 г. защитил кандидатскую диссертацию «Поглощение, свечение и стимулированное свечение щелочноземельных сульфидов».
Вместе с соавторами создал сканирующий спектрофотометр СКФ-1, за что в 1967 году присуждена Вавиловская премия. В 1967 году совместно с О. Ф. Куликовым создал первый в СССР спектроскопический канал на синхротроне ФИАН.
В 1969—1970 гг. стажировался на Немецком электронном синхротроне DESY (Гамбург, ФРГ). Совместно с М. Скибовским и Э. Кохом создал установку для люминесцентных исследований при возбуждении синхротронным излучением (СИ).
С 1972 года заместитель председателя Комиссии по СИ при Президиуме АН СССР. С 1973 года в составе группы работал на источниках СИ в Институте ядерной физики СО АН СССР (Новосибирск).
С первого дня работы Курчатовского источника синхротронного излучения (1984) возглавил группу по исследованию взаимодействия СИ с веществом. Участвовал в первых экспериментах по ондуляторному излучению и проверке его квазимонохроматичности на синхротроне ФИАН «Пахра». По итогам этих экспериментов в 1990 году защитил докторскую диссертацию «Спектроскопия широкощелевых кристаллофосфоров с применением синхротронного излучения».
В 2000 году авторский коллектив: В. В. Михайлин, А. Н. Васильев, И. А. Каменских удостоен Ломоносовской премии МГУ II степени за цикл работ по применению СИ в спектроскопии твёрдого тела.
В МГУ читал спецкурсы — «Синхротронное излучение и его применения», «Спектроскопия твердого тела», «Вопросы современной оптики», «Техника вакуумной ультрафиолетовой спектроскопии», «Методы синхротронных исследований».
Руководитель научной школы, подготовил 26 кандидатов и 2 докторов наук. Автор более 300 научных работ.

## Сочинения

### Диссертации
- Поглощение, свечение и стимулированное излучение активированных щелочноземельных сульфидов: диссертация кандидата физико-математических наук, 01.00.00. — Москва, 1966. — 150 с.
- Спектроскопия широкощелевых кристалло-фосфоров с применением синхротронного излучения: диссертация доктора физико-математических наук, 01.04.05. — Москва, 1990. — 405 с.

### Книги
- Синхротронное излучение и его применения : [Учеб. пособие для физ. спец. ун-тов] / И. М. Тернов, В. В. Михайлин, В. Р. Халилов. — М. : Изд-вр МГУ, 1980. — 276 с. : ил.; 22 см.
  - Синхротронное излучение и его применения : [Учеб. пос. для физ. спец. вузов] / И. М. Тернов, В. В. Михайлин, В. Р. Халилов. — 2-е изд., перераб. и доп. — М. : Изд-во МГУ, 1985. — 264 с. : ил.; 22 см.
- Синхротронное излучение : теория и эксперимент / И. М. Тернов, В. В. Михайлин. — Москва : Энергоатомиздат, 1986. — 295,[1] с. : ил.; 22 см.
- Введение в спектроскопию твердого тела / А. Н. Васильев, В. В. Михайлин. — М. : Изд-во МГУ, 1987. — 191,[1] с. : ил.; 22 см.
- Синхротронное излучение в спектроскопии : [учеб. пос.] / В. В. Михайлин; МГУ им. М. В. Ломоносова, НИИ ядерной физики им. Д. В. Скобельцына. — Москва : КДУ, 2007. — 159 с. : ил., табл.; 20 см; ISBN 978-5-91304-025-1
  - Синхротронное излучение в спектроскопии : [учеб. пос.] / В. В. Михайлин ; МГУ им. М. В. Ломоносова, НИИ ядерной физики им. Д. В. Скобельцына. — Изд. 2-е, испр. и доп. — М.: Университетская книга, 2011. — 163 с. : ил., табл.; 20 см; ISBN 978-5-91304-248-4

Популяризация науки
- Синхротронное излучение / В. В. Михайлин, И. М. Тернов. — М. : Знание, 1988. — (Новое в жизни, науке, технике. Физика; 2/1988).